# Ballymore Stadium
Le Ballymore Stadium est un stade principalement consacré au rugby à XV situé à Herston, dans la banlieue de Brisbane, capitale de l’État du Queensland, en Australie.

## Capacité et équipes résidentes
D’une capacité de 24 000 places, Ballymore a longtemps été le principal stade du Queensland. Il est aujourd’hui encore considéré comme le cœur du rugby de l’État.
Entre 1966 et 2006, Ballymore a été le stade fétiche des Queensland Reds, avant que ceux-ci déménagent pour le plus grand et plus moderne Suncorp Stadium. L’équipe nationale d’Australie y a régulièrement reçu ses adversaires et certains clubs de Brisbane y évoluent occasionnellement, notamment à l’occasion de la finale du Queensland Premier Rugby. Les footballeurs des Brisbane Strikers y ont également évolué. En 2007, il devient pour une saison l’antre des Ballymore Tornadoes, franchise professionnelle du Australian Rugby Championship.

## Histoire
Le stade est construit en 1966 et la fédération de rugby à XV du Queensland, la Queensland Rugby Union, obtient de l’État le droit d’installer son siège sur le site. L’emménagement devient effectif en février 1967. L’inauguration se produit le 21 avril 1968. Elle est marquée par deux rencontres entre clubs de Brisbane, GPS-Wests et Brothers-University.
Le 14 août 1993, 26 000 personnes s’entassent à Ballymore pour voir les Springboks d’Afrique du Sud affronter les Wallabies pour leur retour sur le sol australien après les années de boycott (victoire australienne 28-20). En 1994 a lieu le premier match en nocturne.
En 2006, les Queensland Reds y jouent leurs derniers matches. Un projet, soutenu par la fédération australienne, celle du Queensland et les pouvoirs publics ont été annoncés pour faire de Ballymore un centre d’entraînement à la pointe du modernisme pour les rugbymen australiens et des pays de la zone Asie-Pacifique. Ce centre s’inspirerait du centre national du rugby français de Linas-Marcoussis. Un musée, un « Hall of Fame » rendant hommage aux grands joueurs du passé et un centre d’archives historiques sont envisagés, tout comme un complexe médical, un gymnase, un centre aquatique et une résidence pour les équipes en stage.

## Évènements
- Coupe du monde de rugby à XV 1987